# Talença
Talença (en occità Talança, en francès Talence) és una ciutat de Gascunya. administrativament és un comú francès, al departament de la Gironda (regió de Nova Aquitània). L'any 2018 tenia 43.670 habitants.

## Evolució demogràfica
| Evolució de la població Ehess i INSEE |       |       |       |       |       |       |       |       |
| 1793                                  | 1800  | 1806  | 1821  | 1831  | 1836  | 1841  | 1846  | 1851  |
| 1 489                                 | 1 181 | 1 340 | 1 194 | 1 322 | 1 288 | 1 232 | 1 402 | 1 434 |

| 1856  | 1861  | 1866  | 1872  | 1876  | 1881  | 1886  | 1891  | 1896  |
| ----- | ----- | ----- | ----- | ----- | ----- | ----- | ----- | ----- |
| 1 693 | 2 430 | 2 577 | 3 604 | 3 873 | 4 621 | 6 642 | 7 921 | 9 221 |

| 1901   | 1906   | 1911   | 1921   | 1926   | 1931   | 1936   | 1946   | 1954   |
| ------ | ------ | ------ | ------ | ------ | ------ | ------ | ------ | ------ |
| 11 227 | 11 832 | 13 224 | 15 823 | 17 130 | 18 944 | 20 380 | 21 650 | 22 695 |

| 1962   | 1968   | 1975   | 1982   | 1990   | 1999   | 2006 | 2011 | 2016 |
| ------ | ------ | ------ | ------ | ------ | ------ | ---- | ---- | ---- |
| 25 874 | 29 161 | 34 127 | 34 692 | 34 485 | 37 210 | -    | -    | -    |

| 2019 | - | - | - | - | - | - | - | - |
| ---- | - | - | - | - | - | - | - | - |
| -    | - | - | - | - | - | - | - | - |

## Administració
| Període   | Identitat         | Partit             |
| --------- | ----------------- | ------------------ |
| 1965-1983 | Henri Deschamps   | SFIO, després PS   |
| 1983-1994 | Gérard Castagnéra | RPR                |
| 1994-     | Alain Cazabonne   | UDF, després MoDem |

## Agermanaments
- Alcalá de Henares
- Chaves
- Trícala

## Educació
- École nationale supérieure d'électronique, informatique, télécommunications, mathématiques et mécanique de Bordeaux

## Personatges il·lustres
- Philippe Sollers, escriptor.
- José Bové, sindicalista.